# Jorgina de Freitas
Jorgina Maria de Freitas Fernandes (?, 30 de maio de 1950 — Duque de Caxias, 19 de julho de 2022) foi uma advogada brasileira e ex-procuradora previdenciária.
Organizou um esquema de desvio de verbas de aposentadoria que, após descoberto, ficou conhecido como o "Caso Jorgina de Freitas". O total da fraude foi inicialmente estimado em 550 milhões de reais (mais de 50 por cento de toda a arrecadação do INSS à época), mas posteriormente foi reavaliado em 1,2 bilhão de reais e, por fim, a Advocacia-Geral da União (AGU) afirmou que a fraude foi da ordem de aproximadamente dois bilhões de reais. Foi condenada a 14 anos de prisão, em 1992. Apesar disso, só começou a cumprir a pena cinco anos depois.
Em dezembro de 2021, sofreu traumatismo craniano grave após acidente de carro e foi encaminhada para o Hospital Municipal Adão Pereira Nunes, em Duque de Caxias, onde encontrava-se internada até sua morte, em 19 de julho de 2022. Ela morreu por volta das 13h, após a equipe médica tentar revivê-la por conta de uma parada cardiorrespiratória.

## Punição
Entre 1988 e 1990, Jorgina de Freitas era cúmplice de um bando que desviou 310 milhões de dólares dos cofres da Previdência (dos quais apenas 82 milhões foram reavidos) usando até nomes de pessoas mortas e os delinquentes forjaram centenas de processos de indenização milionários. A rede de corrupção começou a ser desmontada, em março de 1991, quando uma investigação interna do INSS descobriu como haviam sido desviados 90 milhões de reais, supostamente pagos ao motorista de empilhadeira Alaíde Fernandes Ximenes. A quadrilha era composta de 315 pessoas, entre advogados, juízes, funcionários do Judiciário e procuradores do INSS.
A ex-procuradora do INSS foi condenada, em julho de 1992. A descoberta do esquema fraudulento que envolvia diversas autoridades, advogados, procuradores do INSS e juízes no Rio de Janeiro teve início a partir da denúncia envolvendo o então ministro da Previdência, Antônio Rogério Magri. Logo depois da condenação, fugiu para o exterior, fazendo escalas no Paraguai e nos Estados Unidos, até 1994, quando resolveu permanecer na Costa Rica, para onde havia viajado secretamente para fugir dos "rigores" da lei brasileira.
Em 1997, entregou-se às autoridades da Costa Rica, sendo posteriormente repatriada. Nesse mesmo período, após ser acusada de fraudar os cofres nacionais, submeteu-se a cirurgias plásticas. Teve o registro profissional cassado pela Ordem dos Advogados do Brasil (OAB), em 21 de fevereiro de 2001. Parte do dinheiro desviado para outros países foi recuperado.
Ficou presa em regime fechado no Instituto Penal Talavera Bruce, onde, entre outras atividades, coordenava o concurso "Miss Penitenciária". Em janeiro de 2007, foi transferida para outro presídio, também no Rio de Janeiro, onde lhe foi concedida a prerrogativa do regime semiaberto, por meio do qual poderá sair e trabalhar, retornando apenas para dormir na penitenciária. Em maio de 2010, quando mais de 69 milhões de reais subtraídos haviam sido devolvidos, foi condenada a devolver 200 milhões de reais, extensível também ao contador Carlos Alberto Mello. Todos os bens dos envolvidos devem ir a leilão. Em 12 de Junho de 2010, foi solta depois de 14 anos presa.